# Georg Faber (Mathematiker)

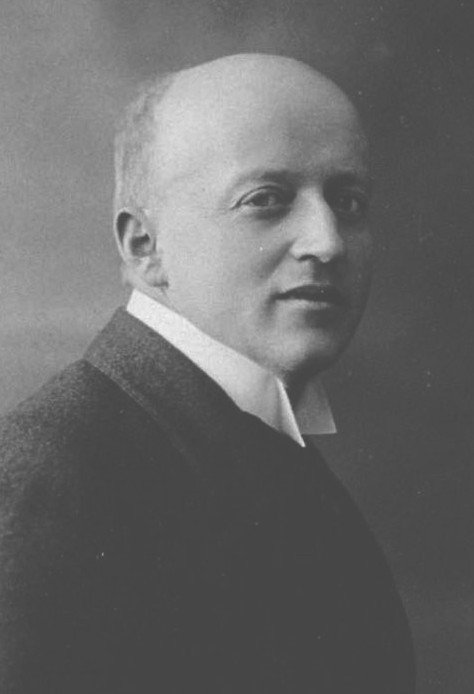
Georg Faber, 1913

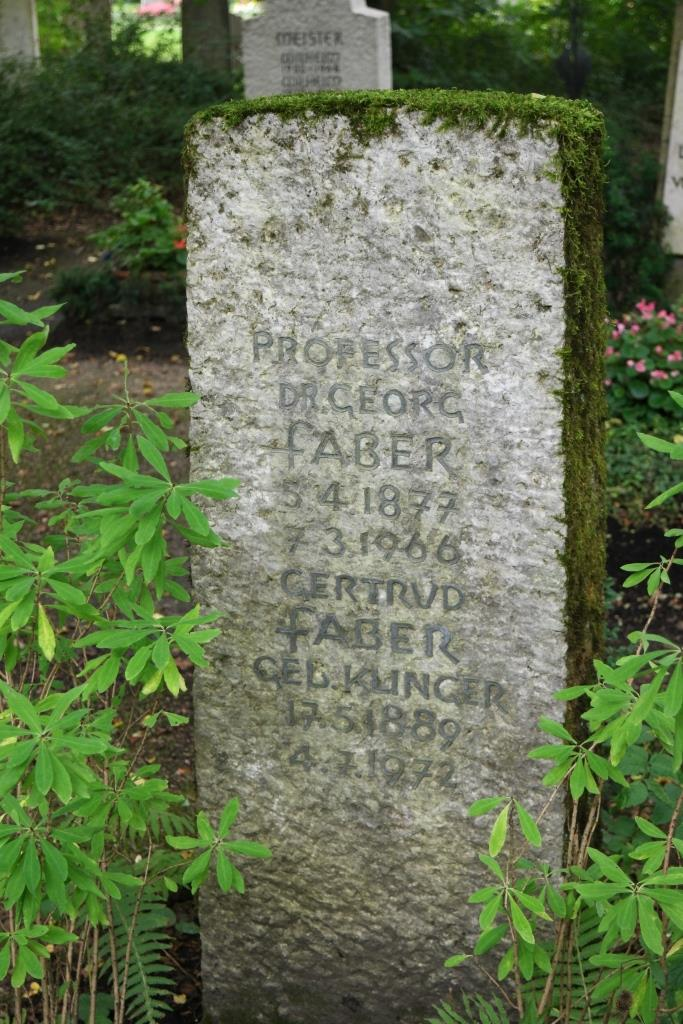
Grab Georg Fabers auf dem Waldfriedhof in München-Solln

Georg Faber (* 5. April 1877 in Kaiserslautern; † 7. März 1966 in München) war ein deutscher Mathematiker. 

## Leben und Wirken
Faber studierte von 1896 bis 1901 an der Ludwig-Maximilians-Universität München und der Georg-August-Universität Göttingen Mathematik und Physik. Mit einer Arbeit über Reihenentwicklungen analytischer Funktionen wurde er 1902 in München zum Dr. phil. promoviert. 1905 habilitierte er sich an der Julius-Maximilians-Universität Würzburg mit einer Schrift über Potenzreihen mehrerer Variablen.
Faber wirkte als ordentlicher Professor für Mathematik an der Eberhard-Karls-Universität Tübingen (1909–1910), der TH Stuttgart (1910–1912), der Albertus-Universität Königsberg (1912–1913), der Kaiser-Wilhelms-Universität Straßburg (1913–1916) und der TH München (1916–1946).
Seine wissenschaftliche Bedeutung liegt vor allem in seinen Ideen über die Polynomentwicklung analytischer Funktionen in einem von einer glatten Kurve berandeten Gebiet. Diese Polynome sind allein durch das Gebiet bestimmt und heißen Faber-Polynome. Die meisten Arbeiten Fabers gehören der Funktionentheorie (komplexen Analysis) an.
1923 bewies er wie auch unabhängig Edgar Krahn die Rayleigh-Krahn-Faber-Ungleichungen im zweidimensionalen Fall.
Er gab die gesammelten Werke von Elwin Bruno Christoffel und die Bände 14–16 der Werke von Leonhard Euler heraus. In seiner Münchener Zeit hatte er wesentlichen Anteil an der mathematischen Ausbildung der Ingenieure, Physiker und Mathematiker.
Bei Kriegsende 1945 wurde er von der Militärregierung zum Rektor der Technischen Hochschule bestimmt. Als solcher bemühte er sich um die Wiederaufnahme der Vorlesungen, die im Sommersemester 1946 erfolgte. Er ließ sich anschließend emeritieren, nahm aber weiter aktiv am mathematischen Leben der TH München teil.

## Ehrungen
- 1921: Ordentliches Mitglied der mathematisch-naturwissenschaftlichen Klasse der Bayerischen Akademie der Wissenschaften
- 1956: Großes Bundesverdienstkreuz[1]
- 1959: Bayerischer Verdienstorden